# Brian Farley
Brian Farley (Methuen, 14 december 1960) is een Amerikaans honkbalcoach en voormalig honkballer.
Farley werd als rechtshandige werper met een fastball van 92 mijl per uur gedraft door de St. Louis Cardinals. Voor deze organisatie kwam hij uit op het double-A niveau. Een chronische schouderblessure leidde uiteindelijk tot het einde van zijn droom om een plaats in de Major League te behalen. Nadien was hij actief in de competitie van Australië en daarna ging hij naar Nederland om uit te komen als speler.
Hij debuteerde bij RCH uit Heemstede in de eerste klasse in 1988, waar hij tot het eind van het seizoen 1992 speler-coach zou blijven. Hierna verhuisde hij naar de Twins uit Oosterhout, waar hij tot en met 1996 speler-coach was en debuteerde in de hoofdklasse. Van 1998 tot en met 2000was Farley de hoofdcoach van de hoofdklasse heren van HCAW uit Bussum. In 2001 trouwde hij op de thuisplaat van het stadion van HCAW met de Nederlandse oud-softbalinternational Gonny Reijnen.
In juli 2005 werd Farley pitching-coach van het Nederlands honkbalteam. Daarvoor was hij actief in 2005 als benching-coach. In de jaren ervoor was hij tevens assistent-coach tot en met de Olympische Spelen van Sydney in 2000. In 2001 was Farley verantwoordelijk voor de werpers van Oranje. Na het seizoen 2002 vertrok Farley bij het Nederlandse team om er in 2005 weer terug te keren. Ook geeft Farley les op het CIOS college in Haarlem, een sportacademie op MBO niveau.
In november 2010 werd Farley hoofdcoach van het Nederlands honkbalteam. In oktober 2011 werd Farley wereldkampioen met het Nederlands honkbalteam. Op 12 december 2011 werd Farley verkozen tot Coach van het jaar 2011-2012 tijdens het Sportgala.